# Pauwoogwaterschildpad
De pauwoogwaterschildpad (Sacalia bealei) is een schildpad uit de familie Geoemydidae. De soort werd voor het eerst wetenschappelijk beschreven door John Edward Gray in 1831. Oorspronkelijk werd de wetenschappelijke naam Cistuda bealei gebruikt, later Emys Bealei (1835) en nog later Clemmys bealii (1862).

## Uiterlijke kenmerken
Het schild heeft een geelbruine tot donkerbruine kleur, met een lage kiel op het midden van het rugschild. Het schild is langwerpig van vorm en vrij hoog, de maximale schildlengte is 14,5 centimeter. De naam pauwoogwaterschildpad slaat op de oogvlekken in de nek, die bij de vrouwtjes meer geel van kleur zijn en hierdoor veel duidelijker zichtbaar zijn dan bij de mannetjes. Direct achter de oogvlekken lopen drie gele lengtestrepen over de nek. De achterste twee vlekken zijn altijd groter en duidelijker gekleurd. De mannetjes krijgen in de paartijd een roodachtige huidkleur als paarkleed.

## Verspreiding en habitat
De pauwoogwaterschildpad is endemisch in China en komt voor in het zuiden. De schildpad komt voor in de deelgebieden Fujian, Fukien, Guangdong, Guangxi, Hainan en Jiangxi. Volgens sommige bronnen komt de schildpad ook voor in noordelijk Vietnam, maar uit een onderzoek in 2004 is gebleken dat de soort hier ontbreekt. De habitat bestaat uit met bomen begroeide gebieden met kleine stroompjes waar de schildpad in leeft; deze soort is aan water gebonden.

## Levenswijze
De levenswijze en voortplanting is weleens beschreven, maar alleen van in gevangenschap gehouden exemplaren en niet in het wild. De eieren worden niet begraven zoals bij veel andere schildpadden het geval is, maar worden in kuiltjes afgezet. Wat de schildpad in het wild eet is niet bekend, maar uit waarnemingen van in gevangenschap gehouden exemplaren is bekend dat ze alles aannemen, van garnalen en vissen tot fruit.